# Göksu (přítok Středozemního moře)
Göksu (také známa jako Geuk Su, Salef, Kalykadnos či Calycadnus) je řeka na Taşelickém poloostrově v Turecku. Řeka je 260 km dlouhá.

## Průběh toku
Obě její zdrojnice pramení v pohoří Taurus, přičemž severní v Geyikských horách a jižní v Haydarských horách. Jejich soutok se nachází v jižní části distriktu Mut v Mersinském regionu. Řeka se vlévá do Středozemního moře přibližně 16 km jihovýchodně od Silifke.

## Využití
Delta řeky, včetně Akgölského jezera a laguny Paradeniz je jedna z nejdůležitějších pěstitelských oblastí na Blízkém východě. Bylo zde pozorováno na 300 druhů ptáků, mimo jiné zde hnízdí plameňáci, volavky, včelojedi, ledňáčci, rackové či slavíci. Vejce sem klade také ohrožená kareta.

## Historie
Roku 1190 během třetí křížové výpravy při přechodu řeky utonul římsko-německý císař Fridrich Barbarossa. Na cestě Silifke-Mut se nachází památník připomínající tuto událost.